# Daule
Daule, también conocida como Santa Clara de Daule, es una ciudad ecuatoriana; cabecera del cantón homónimo y la tercera urbe más grande y poblada de la provincia de Guayas. Se localiza al centro-sur de la región litoral ecuatoriana, en una extensa llanura, en la orilla izquierda del río Daule, a una altitud de 7 m s. n. m. y con un clima tropical de sabana de 24,4 °C en promedio.
Es denominada como la "capital arrocera del Ecuador" por su importante producción de arroz. En el censo de 2022 tenía una población de 161.498 habitantes lo que la convierte en la décima tercera ciudad más poblada del país. Forma parte de la área metropolitana de Guayaquil, pues su actividad económica, social y comercial está fuertemente ligada a Guayaquil, siendo una ciudad dormitorio para miles de personas que se trasladan a Guayaquil por vía terrestre diariamente. El conglomerado alberga a 3.618.450 habitantes, y ocupa la primera posición entre las conurbaciones del Ecuador.
Sus orígenes datan del siglo XVI, pero es a inicios del siglo XX, debido a la producción arrocera, junto con su privilegiada su ubicación geográfica muy cercana al puerto principal del país, cuando presenta un acelerado crecimiento demográfico, que sería posteriormente, uno de los principales núcleos urbanos de la provincia. Es uno de los más importantes centros económicos, financieros y comerciales del Guayas. Las actividades principales de la ciudad son la producción agropecuaria (principalmente de arroz) y el comercio.

## Toponimia
Según el historiador Emilio Estrada, la palabra Daule proviene de las voces cayapas: da, red y li, pez, por lo tanto Daule significa "lugar donde se pesca con red".

## Historia
La población tiene su origen en antiguos asentamientos indígenas de las indómitas tribus de los Daulis. Fue descubierta en 1534 por el capitán Benavides, que acompañaba a Pedro Alvarado en su intento de iniciar la conquista del Reino de Quito.
Los españoles, considerando su situación geográfica y las bondades de su suelo, muy rico y apto para todo tipo de producción agrícola, se instalaron en ella y poco a poco fueron desarrollándola hasta convertirla en una de las más importantes de la región.
Erigida desde los primeros años de la conquista en tenencia, durante la colonia logró un desarrollo muy importante y su influencia política era tan determinante como las de Guayaquil y Quito. A la tenencia de Daule pertenecían los pueblos de Balzar y Santa Lucía. Fue una de las primeras ciudades que plegó a la Revolución del 9 de octubre de 1820 de Guayaquil, proclamando su independencia dos días más tarde, el 11 de octubre.
A causa de esta gran importancia política, el Honorable Colegio Electoral de Guayaquil, presidido por José Joaquín de Olmedo, decretó su cantonización el 26 de noviembre de 1820.
El 14 de septiembre se celebra al Señor de los milagros en honor al cristo negro realizando una procesión empezando desde el muelle del parque Yanco, en la zona del malecón, hasta el recinto Naupe tras una hora de navegación en medio de una celebración popular junto a embarcaciones y moradores de este sector agrícola, recintos aledaños pudieron orar frente a la imagen.

## Geografía
Se encuentra en la región litoral de Ecuador al norte de Guayaquil, formando parte de su conurbación. La superficie es generalmente plana y su principal característica es el río Daule de significado caudal y que nace en paraje de Santo Domingo con el nombre de Peripa.

### Clima
De acuerdo con la clasificación climática de Köppen, Daule experimenta un clima de sabana típico (Aw), el cual se caracteriza por las temperaturas altas, la estación seca coincide con los meses más fríos y las lluvias con los más cálidos. Las estaciones del año no son sensibles en la zona ecuatorial, no obstante, su proximidad al océano Pacífico hace que las corrientes de Humboldt (fría) y de El Niño (cálida) marquen dos períodos climáticos bien diferenciados tiene exclusivamente dos estaciones: un pluvioso y cálido invierno, que va de diciembre a junio, y un "verano" seco y ligeramente más fresco, entre julio y noviembre. 
Su temperatura promedio anual es de 24,4 °C; siendo abril el mes más cálido, con un promedio de 25,3 °C, mientras julio es el mes más frío, con 23,5 °C en promedio. Es un clima isotérmico por sus constantes precipitaciones durante todo el año (amplitud térmica anual inferior a 2 °C entre el mes más frío y el más cálido), si bien la temperatura real no es extremadamente alta, la humedad hace que la sensación térmica se eleve hacia los 35 °C o más. En cuanto a la precipitación, goza de lluvias abundantes y regulares siempre superiores a 2500 mm por año; hay una diferencia de 367 mm de precipitación entre los meses más secos y los más húmedos; marzo (20 días) tiene los días más lluviosos por mes en promedio, mientras la menor cantidad de días lluviosos se mide en noviembre (8 días). La humedad relativa también es constante, con un promedio anual de 80,9%. 
| Parámetros climáticos promedio de Daule, Ecuador | Parámetros climáticos promedio de Daule, Ecuador | Parámetros climáticos promedio de Daule, Ecuador | Parámetros climáticos promedio de Daule, Ecuador | Parámetros climáticos promedio de Daule, Ecuador | Parámetros climáticos promedio de Daule, Ecuador | Parámetros climáticos promedio de Daule, Ecuador | Parámetros climáticos promedio de Daule, Ecuador | Parámetros climáticos promedio de Daule, Ecuador | Parámetros climáticos promedio de Daule, Ecuador | Parámetros climáticos promedio de Daule, Ecuador | Parámetros climáticos promedio de Daule, Ecuador | Parámetros climáticos promedio de Daule, Ecuador | Parámetros climáticos promedio de Daule, Ecuador |
| Mes                                              | Ene.                                             | Feb.                                             | Mar.                                             | Abr.                                             | May.                                             | Jun.                                             | Jul.                                             | Ago.                                             | Sep.                                             | Oct.                                             | Nov.                                             | Dic.                                             | Anual                                            |
| ------------------------------------------------ | ------------------------------------------------ | ------------------------------------------------ | ------------------------------------------------ | ------------------------------------------------ | ------------------------------------------------ | ------------------------------------------------ | ------------------------------------------------ | ------------------------------------------------ | ------------------------------------------------ | ------------------------------------------------ | ------------------------------------------------ | ------------------------------------------------ | ------------------------------------------------ |
| Temp. máx. media (°C)                            | 28.0                                             | 28.0                                             | 28.5                                             | 28.6                                             | 27.9                                             | 27.1                                             | 27.1                                             | 27.8                                             | 28.0                                             | 28.2                                             | 28.7                                             | 29.0                                             | 28.1                                             |
| Temp. media (°C)                                 | 24.8                                             | 24.8                                             | 25.2                                             | 25.3                                             | 24.8                                             | 23.9                                             | 23.5                                             | 23.6                                             | 23.6                                             | 23.9                                             | 24.3                                             | 25.0                                             | 24.4                                             |
| Temp. mín. media (°C)                            | 22.8                                             | 22.9                                             | 23.1                                             | 23.2                                             | 22.7                                             | 21.6                                             | 21.1                                             | 20.8                                             | 20.8                                             | 21.1                                             | 21.4                                             | 22.5                                             | 22                                               |
| Precipitación total (mm)                         | 290                                              | 429                                              | 421                                              | 368                                              | 271                                              | 176                                              | 139                                              | 102                                              | 120                                              | 81                                               | 62                                               | 132                                              | 2591                                             |
| Días de precipitaciones (≥ 1.0 mm)               | 18                                               | 19                                               | 20                                               | 19                                               | 18                                               | 16                                               | 14                                               | 12                                               | 13                                               | 10                                               | 8                                                | 12                                               | 179                                              |
| Horas de sol                                     | 164.3                                            | 148.4                                            | 182.9                                            | 174                                              | 158.1                                            | 135                                              | 130.2                                            | 133.3                                            | 123                                              | 117.8                                            | 129                                              | 164.3                                            | 1760.3                                           |
| Humedad relativa (%)                             | 84                                               | 87                                               | 86                                               | 85                                               | 85                                               | 83                                               | 81                                               | 78                                               | 77                                               | 76                                               | 74                                               | 75                                               | 80.9                                             |
| Fuente: Climate-data.org                         |                                                  |                                                  |                                                  |                                                  |                                                  |                                                  |                                                  |                                                  |                                                  |                                                  |                                                  |                                                  |                                                  |

## Política
Territorialmente, la ciudad de Daule está organizada en 2 parroquias urbanas, mientras que existen 4 parroquias rurales con las que complementa el aérea total del Cantón Daule. El término "parroquia" es usado en el Ecuador para referirse a territorios dentro de la división administrativa municipal.
La ciudad y el cantón Daule, al igual que las demás localidades ecuatorianas, se rige por una municipalidad según lo previsto en la Constitución de la República. El Gobierno Autónomo Descentralizado Municipal de Daule, es una entidad de gobierno seccional que administra el cantón de forma autónoma al gobierno central. La municipalidad está organizada por la separación de poderes de carácter ejecutivo representado por el alcalde, y otro de carácter legislativo conformado por los miembros del concejo cantonal.
La Municipalidad de Daule, se rige principalmente sobre la base de lo estipulado en los artículos 253 y 264 de la Constitución Política de la República y en la Ley de Régimen Municipal en sus artículos 1 y 16, que establece la autonomía funcional, económica y administrativa de la Entidad.

### Alcaldía

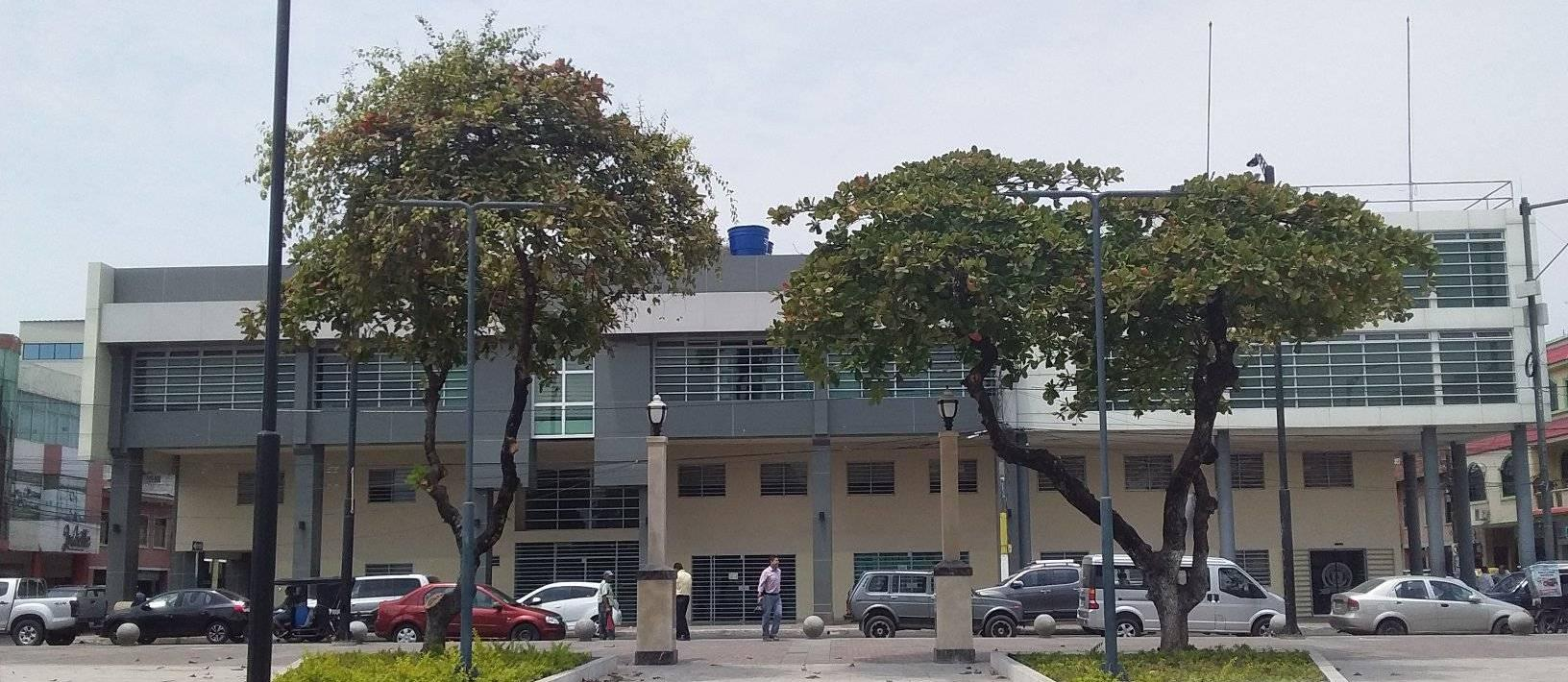
Sede de la Alcaldía de Daule.

El poder ejecutivo de la ciudad es desempeñado por un ciudadano con título de Alcalde del Cantón Daule, el cual es elegido por sufragio directo en una sola vuelta electoral, sin fórmulas o binomios en las elecciones municipales. El vicealcalde no es elegido de la misma manera, ya que una vez instalado el Concejo Cantonal se elegirá entre los ediles un encargado para aquel cargo. El alcalde y el vicealcalde duran cuatro años en sus funciones, y en el caso del alcalde, tiene la opción de reelección inmediata o sucesiva. El alcalde es el máximo representante de la municipalidad y tiene voto dirimente en el concejo cantonal, mientras que el vicealcalde realiza las funciones del alcalde de modo suplente mientras no pueda ejercer sus funciones el alcalde titular.
El alcalde cuenta con su propio gabinete de administración municipal mediante múltiples direcciones de nivel de asesoría, de apoyo y operativo. Los encargados de aquellas direcciones municipales son designados por el propio alcalde. Actualmente, el alcalde de Daule es Wilson Cañizares, reelegido para el periodo 2023 - 2027.

### Concejo cantonal
El poder legislativo de la ciudad es ejercido por el Concejo Cantonal de Daule el cual es un pequeño parlamento unicameral que se constituye al igual que en los demás cantones mediante la disposición del artículo 253 de la Constitución Política Nacional. De acuerdo a lo establecido en la ley, la cantidad de miembros del concejo representa proporcionalmente a la población del cantón.
Daule posee 9 concejales, los cuales son elegidos mediante sufragio (Sistema D'Hondt) y duran en sus funciones cuatro años pudiendo ser reelegidos indefinidamente. De los nueve ediles, 7 representan a la población urbana mientras que 2 representan a las 4 parroquias rurales. El alcalde y el vicealcalde presiden el concejo en sus sesiones. Al recién instalarse el concejo cantonal por primera vez los miembros eligen de entre ellos un designado para el cargo de vicealcalde de la ciudad.

### División Política
El cantón se divide en parroquias que pueden ser urbanas o rurales y son representadas por los Gobiernos Parroquiales ante la Alcaldía de Daule. La urbe tiene 7 parroquias urbanas:
- Vicente Piedrahíta
- Santa Clara
- Juan Bautista Aguirre
- Banife
- Emiliano Caicedo
- Magro
- La Aurora

## Turismo

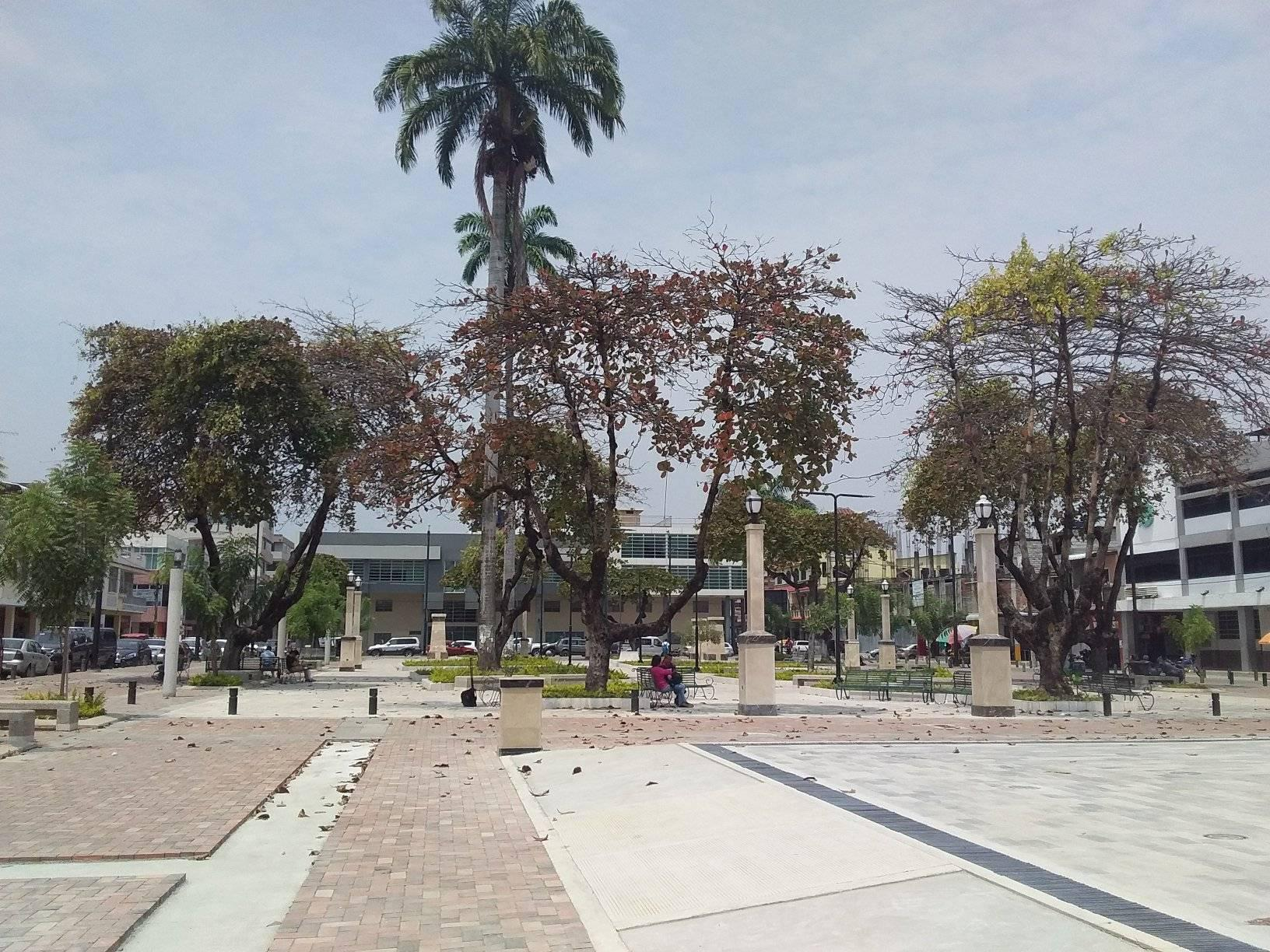
Parque Señor de los Milagros.

Pasear por la ciudad es una cautivante experiencia, debido a la intensa actividad comercial que ofrece la oportunidad de admirar a la población montubia con sus botas, pantalón, guayabera y sombrero.

### Planes turísticos

#### Ruta histórico-cultural
- Recorre el Museo Arqueológico y Paleontológico de Daule para aprender sobre la historia y cultura de la región.
  - Explora el centro histórico de Daule, con sus iglesias coloniales y arquitectura tradicional.
- Muy ameno y agradable es visitar las haciendas y piladoras para conocer de la cosecha y pilado del arroz.

#### Turismo recreacional
- Centro Recreacional Oasis: Complejo para toda la familia con un ambiente amigable, donde disfrutaran de distintos juegos, con piscinas, restaurant, salón de eventos y alojamiento.
- Atractivos turísticos de este cantón son las hermosas riberas del río Daule, surcar en bote o canoa por este caudaloso y cautivante y río es una muy grata experiencia turística.
- Existen balnearios de agua dulce como La Playita situado al frente de la ciudad y El Limonar cercanos a Daule.
- Museo del colegio Juan Bautista Aguirre y algunos recintos como Naupe, La Estancia y Cerro Las Matracas, en donde existen restos arqueológicos de las culturas Daule-Tejar, Chanana y Perica.

#### Turismo gastronómico
- Deliciosa gastronomía local, como el ceviche de concha, el encebollado de pescado y los platos tradicionales de la región.
- Participación de festivales gastronómicos que se llevan a cabo en Daule, donde puedes disfrutar de una variedad de platos típicos y postres tradicionales.
- Fincas locales y aprende sobre la producción agrícola de la zona, así como la preparación de alimentos y bebidas tradicionales.

#### Turismo agroecológico
- Visitas a fincas orgánicas y conoce las prácticas agrícolas sostenibles de la región.
- Participación en actividades de cosecha y aprende sobre los procesos de cultivo de frutas, verduras y productos locales.
- Degustaciones de productos frescos y orgánicos directamente de las fincas.

#### Turismo comunitario
- Interacción con las comunidades locales, visita sus talleres artesanales y conoce su cultura tradicional.
- Participación en actividades como la pesca artesanal y la recolección de mariscos con los pescadores locales.
- Pasa tiempo con las comunidades locales y aprende sobre sus costumbres, rituales y tradiciones.

#### Hospedaje
Daule le ofrece al turista todo un conjunto de posibilidades, entre hoteles confortables y otros más sencillos. Entre los más recomendados por los huéspedes que han pasado por sus instalaciones tenemos los siguientes: el Hotel El Refugio, el Hotel San Francisco y el Hotel Los Ficus.

### Los atractivos turísticos del cantón Daule incluyen

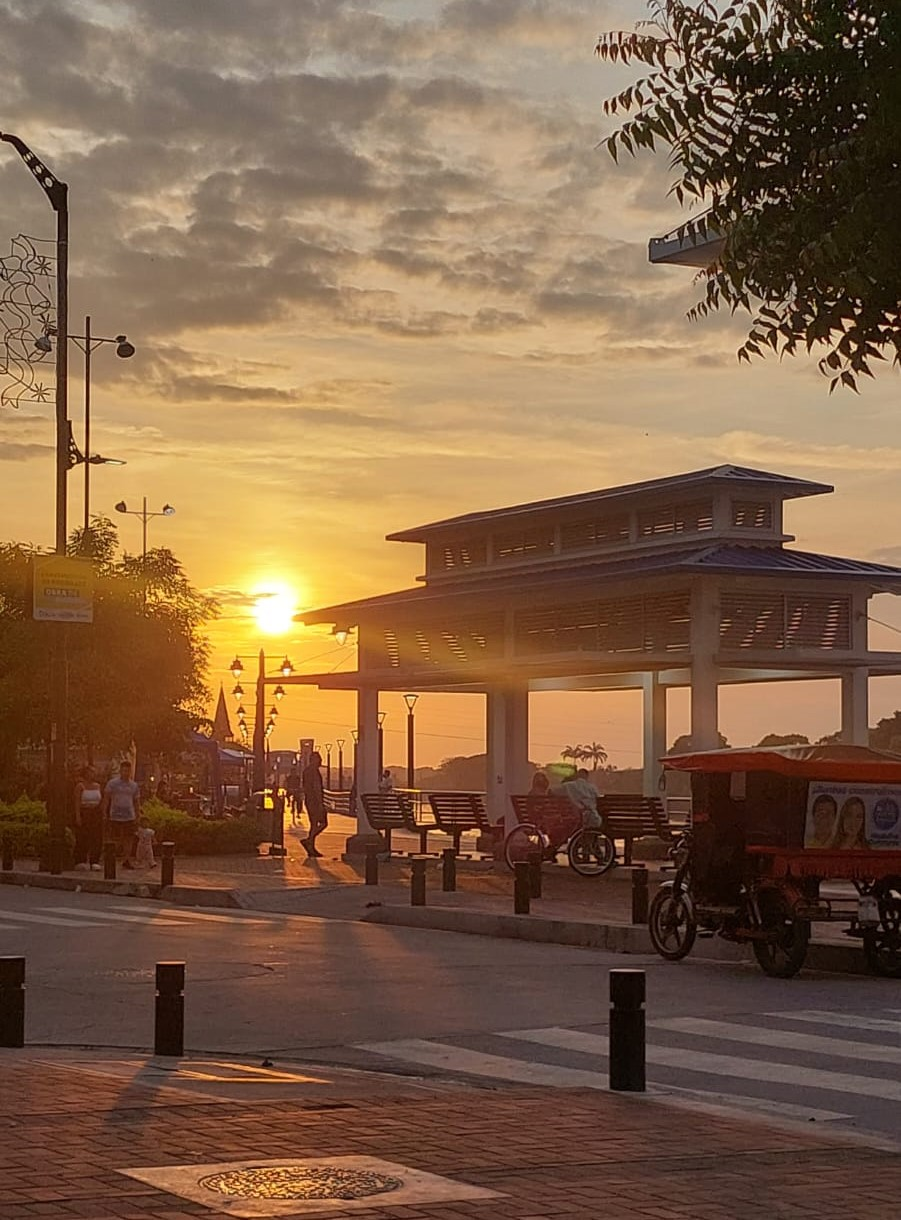
Lugar turístico

-Centro recreacional turístico Mi Pequeño Paraíso, que cuenta con canchas deportivas, pista de baile, complejo de piscinas con toboganes y juegos infantiles, así como facilidades para realizar paseos a caballo.
-Centro Recreacional Turístico Oasis, que cuenta con piscinas para adultos.
-El Balneario de Agua Dulce “Virgen de Lourdes”, que está en a 8 km del centro de Daule en la vía a Limonal.
-El cantón cuenta con hermosas riberas del Río Daule y los balnearios de El Mate, La Playita y El Limonal. También hay lugares históricos como el museo del colegio Juan Bautista Aguirre y algunos recintos como Naupe, La Estancia y Cerro Las Matracas, en donde existen restos arqueológicos de las culturas Daule-Tejar, Chanana y Perica.

#### Características principales del cantón

##### Ruta del arroz
Daule es conocido por ser una región productora de arroz de alta calidad. La Ruta del Arroz es un recorrido turístico que te permite conocer las plantaciones de arroz, aprender sobre su proceso de cultivo y producción, y degustar productos elaborados a base de este producto.

##### Gastronomía
El cantón Daule ofrece una variedad de platos tradicionales de la región costera de Ecuador. Entre los platos más destacados se encuentran el caldo de salchicha, cazuela de pescado y los bollos de pescado, arroz con menestra, humitas, arroz con filete de pescado frito, que son platos que más se preparan en el cantón.

##### Festividades
En Daule se celebran diversas festividades a lo largo del año. Destaca la Fiesta del Señor de los Milagros, que se lleva a cabo en septiembre, en honor al cristo negro. Durante esta festividad, se realizan desfiles, concursos, eventos culturales y se pueden adquirir productos artesanales.

## Demografía
Daule cuenta con 65.145 habitantes (población urbana), según datos del Instituto Nacional de Estadística y Censos (INEC) en el 2010, actualmente la población del cantón es de 120.326 habitantes según el censo 2010.
| Población del en la Provincia del Guayas |                     |             |           |
| Posición en Guayas                       | Posición en Ecuador | Ciudad      | Población |
| 1                                        | 1                   | Guayaquil   | 2.291.379 |
| 2                                        | 7                   | Durán       | 230.531   |
| 3                                        | 13                  | Milagro     | 156.893   |
| 4                                        | 19                  | Daule       | 120,326   |
| 5                                        | 32                  | Samborondón | 42,637    |

## Economía
Hay gran cantidad de importantes haciendas donde se cría ganado de gran calidad, especialmente vacuno, caballar y porcino y la cría de aves de corral. Las dulces aguas de sus ríos son ricas en una gama de peces.
Su suelo es muy fértil, la producción agropecuaria es de las más importantes del país. Es la capital arrocera del Ecuador con más de 30.000 hectáreas dedicadas a este cultivo, exporta algunas frutas tropicales como el mango y su buena producción de maíz sostiene una pujante industria avícola. La ganadería vacuna es de primer orden, además de la porcina y caballar.
La principal industria la constituyen la piladoras y molinos de arroz. La artesanía está muy desarrollada en lo que se refiere a la elaboración de vistosos sombreros de paja toquilla, hamacas de mocora, escobas y una gran variedad de efectos para montar a caballo, confeccionados de cuero o maderas, así: estribos, bozales, guarda piernas, conchas, tapaderas, etc.
Sus habitantes se dedican a las actividades agrícolas y ganaderas, se confeccionan sombreros de paja, escobas, hamacas de mocora, ladrillos etc. Debido su potencial en la producción de arroz, existen grandes piladoras. El cantón Daule es uno de los que más han crecido, económica, social y culturalmente. Su desarrollo urbanístico y comercial es producto del esfuerzo tesonero de sus habitantes. Mantiene un activo comercio con Guayaquil y Quito, mediante una excelente vía.
El 4 de diciembre de 2012 se inauguró en la ciudad el centro comercial El Paseo Shopping Daule.
Sus habitantes se dedican a las actividades agrícolas y ganaderas, se confeccionan sombreros de paja, escobas, hamacas de mocora, ladrillos etc. Debido su potencial en la producción de arroz, existen grandes piladoras.
Su desarrollo urbanístico y comercial es evidente y uno de los fuertes que intervienen en esto es la agricultura. Mantiene un activo comercio con Guayaquil y Quito, mediante una excelente vía.
En los últimos años Daule se ha caracterizado no solo por sus exportaciones de arroz, mango y maíz a nivel nacional e internacional, sino también por la apertura de emprendedores dentro del cantón. 

## Deporte

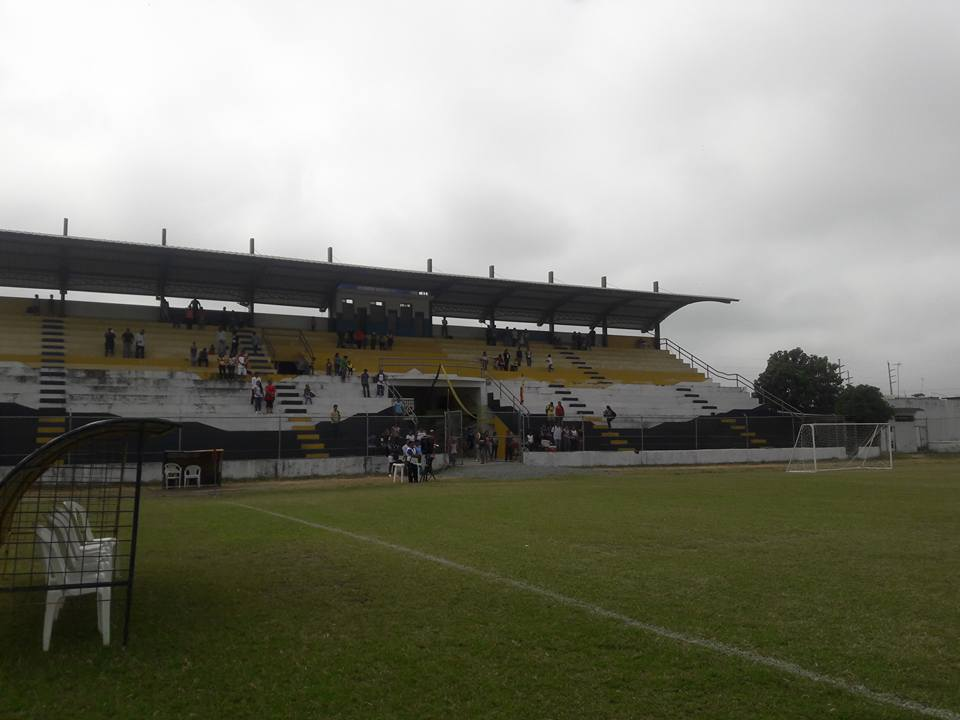
Estadio Los Daulis.

La Liga Deportiva Cantonal de Daule es el organismo rector del deporte en todo el Cantón Daule y por ende en la urbe se ejerce su autoridad de control. El deporte más popular en la ciudad, al igual que en todo el país, es el fútbol, siendo el deporte con mayor convocatoria. El Club Deportivo Banife y Atlético de Daule, son los equipos dauleños activos en la Asociación de Fútbol del Guayas, que participan en la Segunda Categoría del Guayas. Al ser un cantón pequeño en la época de las fundaciones de los grandes equipos del país, Daule carece de un equipo simbólico de la ciudad, por lo que sus habitantes son aficionados en su mayoría de los clubes guayaquileños: Barcelona Sporting Club y Club Sport Emelec. 
El principal recinto deportivo para la práctica del fútbol es el Estadio Los Daulis. Está ubicado en la avenida Vicente Piedrahíta. Es usado mayoritariamente para la práctica del fútbol, y allí juega como local el Club Deportivo Banife; tiene capacidad para 1.500 espectadores. El estadio es sede de distintos eventos deportivos a nivel local, así como es escenario para varios eventos de tipo cultural, especialmente conciertos musicales.